# 性感都市
《性感都市》，香港都市喜劇电影，於2004年上映，為第二檔賀歲電影。
電影陣容包括：张柏芝、劉嘉玲、朱茵、蒙嘉慧四位女主角出演，由王晶执导、編劇、監制。

## 電影簡介
汪楚翹（劉嘉玲飾）參加其母（鄭佩佩飾）第八次的婚禮時，巧遇初戀情人Ken（鍾鎮濤飾）。

## 角色
| 演員   | 角色                 | 關係                                                    |
| 張栢芝 | Yuki Cheung          | Ken之女 許勁之保護對象，後為女友                        |
| 劉嘉玲 | 汪楚翘               | Selina Mona之女 Monica之姐姐 任初九之心理醫師，後為妻子 |
| 朱 茵  | 關德嫻               | Philadelphia 石大班之女友 Stone之女友，後分手           |
| 蒙嘉慧 | 倪險                 | Danger 大膽之女友                                       |
| 陸 毅  | 大膽                 | 倪險之男友                                              |
| 許志安 | 許勁                 | Ken之下屬 Yuki之保鏢，後為男友                          |
| 陳冠希 | Stone                | 石大班之子兼情敵 關德嫻之男友，後分手                   |
| 梁家輝 | 任初九               | 黑社會老大 汪楚翹之病人，後為丈夫                       |
| 張文慈 | Mark姐               | 喜歡許勁                                                |
| 許紹雄 | 石大班               | Stone之父兼情敵 關德嫻之男友                            |
| 王天林 | 鏡叔                 | 黑社會老大                                              |
| 鄧健泓 | 酒保                 |                                                         |
| 鄭佩佩 | Monna                | Selina，Monica之母 Gary之妻                             |
| 鍾鎮濤 | Ken Cheung           | Yuki之父 汪楚翹之初戀男友                               |
| 劉錫賢 | Peter                |                                                         |
| 李健仁 | 阿蟲                 |                                                         |
| 鄧梓峰 | Man                  |                                                         |
| 曾近榮 | Gary                 | Mona之第八任丈夫                                        |
| 姜皓文 | 喪榮                 | 黑社會老大                                              |
| 陳逸寧 | Monica（Selina之妹） |                                                         |
| 李思蓓 | Shirley              |                                                         |
| 徐 榮  | 任初九保鏢           |                                                         |
| 張學潤 | Nel Nel              |                                                         |

## 電影歌曲
| 曲別         | 歌曲         | 演唱者         |
| ------------ | ------------ | -------------- |
| 粵語版主題曲 | 《要愛便愛》 | 張柏芝、許志安 |
| 國語版主題曲 | 《奇蹟》     | 張柏芝、許志安 |

## 外部連結
- 開眼電影網上《性感都市》的資料（繁體中文）
- 豆瓣电影上《性感都市》的資料 （简体中文）
- 时光网上《性感都市》的資料（简体中文）
- 爛番茄上《性感都市》的資料（英文）
- 香港影庫上《性感都市》的資料（繁體中文）
- 互联网电影数据库（IMDb）上《性感都市》的资料（英文）